# Zoltán Antal
Zoltán Antal, född den 8 december 1971 i Budapest, Ungern, är en ungersk kanotist.
Han tog bland annat VM-silver i K-4 1000 meter i samband med sprintvärldsmästerskapen i kanotsport 1997 i Dartmouth Kanada.